# Papa Soter
Soter (n. secolul al II-lea d.Hr., Fondi, Lazio, Regatul Italiei – d. 175 d.Hr., Roma, Imperiul Roman) a fost papă al Romei în perioada 168 – cca. 177.

## Origine
Născut la Fondi, în Campania. 

## Viața
Cercetătorii consideră că pe vremea pontificatului său a început să nu se mai celebreze Paștele în fiecare duminică, dar numai o singură duminică stabilită din an: mai precis, prima duminică după 14 nisan, în contrast cu Bisericile din Asia Mică, care celebrau data „quatordecimana” (14 nisan indiferent de ziua din săptămână). 
Din Scrisorile adresate lui de către sf. Dionisie, episcopul Corintului, se știe că papa Soter a adoptat o poziție foarte rigidă în privința readmiterii penitenților în comunitatea vcreștină și la comuniunea eclezială, aceeași rigiditate a avut-o și în privința moralei sexuale, Însă Papa Soter manifestă grijă și sprijin față de creștinii săraci din imperiul roman.
În timpul pontificatului său Montanus întemeiază mișcarea montanistă în Frigia - adepții săi susțineau că profețeau și vorbeau în limbi necunoscute, însă contrar tradiției de prin secolul al V-lea, se pare că Papa nu a scris absolut nimic în privința acestei ereziii.

## Decesul
Lipsesc și dovezile clare ale martiriului său. Este sărbătorit la 22 aprilie.